# Szymon Antoni Sapalski
Szymon Antoni Sapalski, Antoni Sapalski, A. Sapalski (ur. 19 października 1822 w Krakowie, zm. 25 lutego 1890 tamże) – polski organmistrz, autor pierwszego polskiego podręcznika traktującego o historii, budowie i konserwacji organów piszczałkowych.

## Życiorys
Urodził się 29 października 1822 jako trzeci z dziesięciorga dzieci Franciszka Sapalskiego oraz Zuzanny z domu Ruśkiewicz. Pierwsze nauki pobierał w domu rodzinnym. W wieku 9 lat, 13 listopada 1831 został zapisany do Liceum św. Barbary w Krakowie. Nie ukończył klasy I, i w 1832 zaczął uczęszczać do Liceum św. Anny, gdzie pierwszą klasę ukończył za drugim podejściem, ze słabym wynikiem w 1834. W roku szkolnym 1834/35 ukończył – z nieco lepszym wynikiem – klasę II. Klasę III realizował przez dwa lata i ukończył ją w 1837. W tym samym roku zmarła jego matka.
W wieku 15 lat, 10 października 1837 został zapisany na naukę w Instytucie Technicznym. Nie ukończył ani jednego roku edukacji. 2 kwietnia 1838 roku zmarł jego ojciec.
Po 1838 przeprowadził się do wujka – Feliksa Sapalskiego – mieszkającego na terenie Królestwa Polskiego. Podróżował do Austrii, Francji, Niemiec, Szwajcarii i Włoch.
W 1850, mieszkając na powrót w Krakowie, ogłosił otwarcie swojej fabryki organów.
W 1878 należał do „Stowarzyszenia ku niesieniu pomocy ubogim uczniom szkół ludowych krakowskich” i został wybrany na członka rady nadzorczej Towarzystwa Kredytowego Rękodzielników i Przemysłowców. W latach 1884–1887 był członkiem komitetu Resursy Miejskiej, a w 1887 również członkiem Towarzystwa Muzycznego.
Zmarł 25 lutego 1890 w Krakowie, z powodu zapalenia nerek. Jest pochowany na cmentarzu Rakowickim.

## Dzieła
Organy piszczałkowe zbudowane lub wyremontowane przez Antoniego Sapalskiego:
| Rok  | Miejscowość       | Budynek                                                                       | Uwagi                                             |
| ---- | ----------------- | ----------------------------------------------------------------------------- | ------------------------------------------------- |
| 1851 | Kraków            | Kościół św. Kazimierza Królewicza                                             | budowa                                            |
| 1854 | Kraków            | Kaplica św. Moniki w kościele św. Katarzyny Aleksandryjskiej i św. Małgorzaty | budowa                                            |
| 1854 | Kraków            | Kościół Niepokalanego Poczęcia NMP                                            | budowa                                            |
| 1855 | Kraków            | Kościół św. Bartłomieja                                                       | budowa                                            |
| 1856 | Kraków            | Kościół św. Marka                                                             | budowa                                            |
| 1856 | Kraków            | Kościół św. Józefa                                                            | budowa                                            |
| 1858 | Kraków            | Bazylika Nawiedzenia Najświętszej Maryi Panny                                 | budowa                                            |
| 1858 | Kraków            | Kościół Mariacki                                                              | remont i przebudowa organów Ignacego Ziernickiego |
| 1859 | Sandomierz        | Kościół św. Józefa                                                            | budowa                                            |
| 1860 | Kraków            | Kościół św. Bernardyna ze Sieny                                               | remont o. Euzebiusza Pasierbskiego                |
| 1862 | Kraków            | Kościół św. Jana Chrzciciela i św. Jana Ewangelisty                           | budowa                                            |
| 1863 | Kraków            | Kościół św. Mikołaja                                                          | remont                                            |
| 1864 | Kraków            | Kościół Świętego Krzyża                                                       | remont                                            |
| 1865 | Kraków            | Kościół św. Barbary                                                           | budowa                                            |
| 1872 | Kraków            | Kolegiata św. Floriana                                                        | remont organów Kazimierza Sitarskiego             |
| 1875 | Kraków            | Kościół Przemienienia Pańskiego                                               | budowa                                            |
| 1875 | Kraków            | Kaplica Męki Pańskiej w kościele św. Franciszka z Asyżu                       | budowa                                            |
| 1877 | Bodzanów          | Kościół Świętych Apostołów Piotra i Pawła                                     | budowa                                            |
| 1877 | Kraków            | Kościół św. Franciszka Salezego                                               | remont pozytywu                                   |
| 1878 | Kraków            | Szkoła Muzyczna Towarzystwa Muzycznego                                        | budowa                                            |
| 1879 | Kraków            | Bazylika archikatedralna św. Stanisława i św. Wacława                         | remont organów Ignacego Ziernickiego              |
| 1881 | Kraków            | Kościół Przemienienia Pańskiego                                               | budowa                                            |
| 1883 | Kraków            | Kościół św. Andrzeja                                                          | remont pozytywu                                   |
| 1885 | Puszcza Mariańska | Kościół św. Michała Archanioła                                                | budowa                                            |
| 1885 | Kraków            | Kościół św. Grzegorza Wielkiego                                               | budowa                                            |

## Publikacje
- 1880: Przewodnik dla organistów (Kraków; OCLC:899803574)